# Зал славы рокабилли
Зал славы рокабилли (англ. Rockabilly Hall of Fame) — организация, основанная Бобом Тиммерсом 21 марта 1997 года и теперь им руководимая.
Начался зал славы как веб-сайт со списком 5000 исполнителей жанра рокабилли, постепенно расширявшийся по просьбам исполнителей, их родственников и поклонников, которые хотели, чтобы как можно более подробная информация была доступна через Интернет. В 1998 году он уже получал 1200—1400 обращений в день. Будучи сайтом № 1 по теме рокабилли, в 1999 году уже насчитывавшим 500 страниц, а к 2002-му — 1100, он ставит своей целью осветить историю раннего рок-н-ролла и предоставить подробную информацию об исполнителях и других личностях, так или иначе связанных с рокабилли.
С начала 2000-х годов офис Зала славы находится в небольшой звукозаписывающей студии Burns Station Sound в городке Бернс к югу от Нашвилла, штат Теннесси.
Первый сертификат о принятии в Зал славы рокабилли был выдан в 1997 году на имя певца Джина Винсента. (Точнее, 16 ноября 1997 года персонально вручён Бобом Тиммерсом сестре Винсента Саре Крэддок.)

## Пересечение названий с другими залами славы
По утверждению основателя Боба Тиммерса, его Зал славы рокабилли (англ. Rockabilly Hall of Fame) официально зарегистрирован в США как торговая марка. Тем не менее в Джексоне, тоже штат Теннесси, работает другой одноимённый «Зал славы рокабилли», но уже, опять же по утверждению Тиммерса, официально как таковой не зарегистрированный.